# Vexillatio
Een vexillatio (Lat.: "detachement") is een gedeelte van een of meer legioenen, eventueel aangevuld met hulptroepen, met een bepaalde taak. De naam hangt naar alle waarschijnlijkheid samen met het vexillum, een vlag.
Vexillationes werden om vele redenen gevormd en konden sterk verschillen qua grootte, van een manipel tot verscheidene cohortes. Soms bestond een vexillatio zelfs uit het leeuwendeel van de troepen van een legioen en bleef slechts een bescheiden bezetting achter. De troepen waarmee Aulus Caecina Alienus en Fabius Valens in het Vierkeizerjaar naar Rome oprukten waren bijvoorbeeld officieel vexillationes van de legioenen in Germania Inferior en Superior.